# Gare de Marseille-Blancarde
Gare de Marseille-Blancarde – stacja kolejowa w Marsylii, w departamencie Delta Rodanu, w regionie Prowansja-Alpy-Lazurowe Wybrzeże, we Francji.
Jest zarządzana przez Société nationale des chemins de fer français i obsługiwana przez pociągi TER Provence-Alpes-Côte d’Azur.